# Карибський ібіс
Кари́бський і́біс (Eudocimus) — рід пеліканоподібних птахів родини ібісових (Threskiornithidae).

## Поширення
Рід поширений у теплих регіонах Америки від півдня США через Центральну Америку, Вест-Індію до Південної Америки. Ці птахи мешкають у заболочених районах, часто біля узбережжя.

## Опис
Птахи завдовжки 56–61 см, розмах крил — 85–95 см. У них довгий вигнутий дзьоб, рожеві ноги та безволосі червоні обличчя. Оперення повністю білого кольору в ібіса білого або повністю червоне в ібіса червоного, за винятком чорних кінчиків крил, які добре видно в польоті.

## Спосіб життя
Карибські ібіси харчуються, просіюючи воду своїми довгими, вигнутими вниз дзьобами. Їхній раціон складається з риби, жаб, ракоподібних та комах. Вони будують гнізда з гілочок на деревах або кущах біля води. У кладці 2–5 яєць. Ці ібіси моногамні й колоніальні, часто гніздяться в змішаних колоніях з іншими навколоводними птахами.

## Види
| Зображення | Наукова назва   | Українська назва | Поширення |
| ---------- | --------------- | ---------------- | --- |
|            | Eudocimus albus | Ібіс білий       | Атлантичне узбережжя, від Кароліни на південь до Флориди і звідси на захід уздовж узбережжя Мексиканської затоки, через Кариби до півночі Південної Америки та вздовж узбережжя Тихого океану від Мексики до Перу |
|            | Eudocimus ruber | Ібіс червоний    | Атлантичне узбережжя Південної Америки від південного сходу Бразилії до Колумбії, а також углиб басейну Оріноко, на Нідерландських Антильських островах, Тринідаді та Тобаго                                      |